# Demjanka
Die Demjanka (russisch Демьянка) ist ein 1160 km langer rechter Nebenfluss des Irtysch in Westsibirien (Russland).

## Verlauf
Die eigentliche Demjanka entsteht in den Sümpfen der Wassjuganje im südlichen Zentralteil des Westsibirischen Tieflandes aus den mehrere Dutzend Kilometer langen Quellflüssen Südliche Demjanka (Juschnjaja Demjanka) und Östliche Demjanka (Wostotschnaja Demjanka; diese mit Nebenfluss Obere Demjanka, Werchnjaja Demjanka).
Weiter durchfließt sie in westlichen bis abschnittsweise nördlichen Richtungen stark mäandrierend dünn besiedeltes, flaches Taigagebiet bis zu ihrer Mündung in den Irtysch südlich des Dorfes Demjanskoje am rechten Irtyschufer. Das Quellgebiet der Demjanka liegt in der Oblast Omsk. Der restliche Flusslauf liegt innerhalb der Oblast Tjumen.

## Hydrografie
Das Einzugsgebiet der Demjanka umfasst 34.800 km². Die mittlere monatliche Wasserführung beträgt etwa 50 Kilometer oberhalb der Mündung 167 m³/s (Minimum im Februar mit 24 m³/s; Maximum während der Schneeschmelze im Mai mit 725 m³/s). In Mündungsnähe ist der Fluss knapp 200 Meter breit und über drei Meter tief. Die bedeutendsten Nebenflüsse sind von rechts Keum und von links Tegus, Urna, Imgyt und Bolschoi Kunjak.

## Infrastruktur
Im größten Teil des Einzugsgebiets des Flusses fehlt praktisch jede Verkehrsinfrastruktur. Unweit der Mündung überquert die Fernstraße R404, etwa 50 Kilometer oberhalb der Mündung die Eisenbahnstrecke Tjumen–Surgut–Nowy Urengoi bzw. –Nischnewartowsk den Fluss, die wichtigsten Landverbindungen in die Erdöl- und Erdgasfördergebiete Westsibiriens.
Bis zur Eisenbahnstrecke ist die Demjanka im Unterlauf schiffbar; hier liegt auch der einzige selbständige Ort im Flussverlauf, das im Zusammenhang mit dem Eisenbahnbau in den 1970er Jahren entstandene gleichnamige Dorf Demjanka.
Der Unterlauf des Flusses wird zudem von mehreren Erdöl- und Erdgaspipelines sowie elektrischen Freileitungen gequert.